# 新居緑地公園
新居緑地公園（にいりょくちこうえん）は、土佐市が運営管理する公園である。波介川（はげがわ）と仁淀川の河口付近に位置する。

## 公園の特色
高知県土佐市新居 (土佐市)の新居緑地公園がこのほどリニューアルオープンし、空気で膨らませる県内最大級の「ふわふわドーム」などがお目見えした。芝生を全て張り替え、駐車場も20台分から40台分に増やした。土佐市は交流人口の拡大、地域活性化を目的に、昨年10月から工事を開始。今年3月末に、約122平方メートルの「ドーム」のほか、滑り台やスライダーの複合遊具やブランコ、乳児用スペースなどを設置。その後は芝生の養生を行っていた。芝生部分は約1810平方メートルで、総事業費約1億円。

## 主な施設等
- 遊具ゾーン　県内最大級の「ふわふわドーム」、滑り台、ブランコ等
- 駐車場　トイレ
- 仁淀川河口大橋展望ゾーン
- 第2駐車場
- 新居地区観光交流施設「南風」道路を挟んで南側に立地　新居緑地公園から車や徒歩で仁淀川河口大橋下を通って移動可能

## 所在地
〒781-1154 高知県土佐市新居
- 新居緑地公園 - 地理院地図
- 新居緑地公園 - Google マップ

## 開園時間
- 9:00 - 17:00水曜日休園

## 周辺施設
- 新居地区観光交流施設 南風 まぜ - 津波避難施設が設置されている。
- 仁淀川河口大橋
- 仁淀川河口海岸　特殊な波が立つことで有名なサーフィンポイント
- 波介川・仁淀川堤防周回ロード　波介川改修によりできた波介川と仁淀川堤防を周回できるロード(１周約４㌔)ランやバイクを楽しむことができる。

## 参考画像

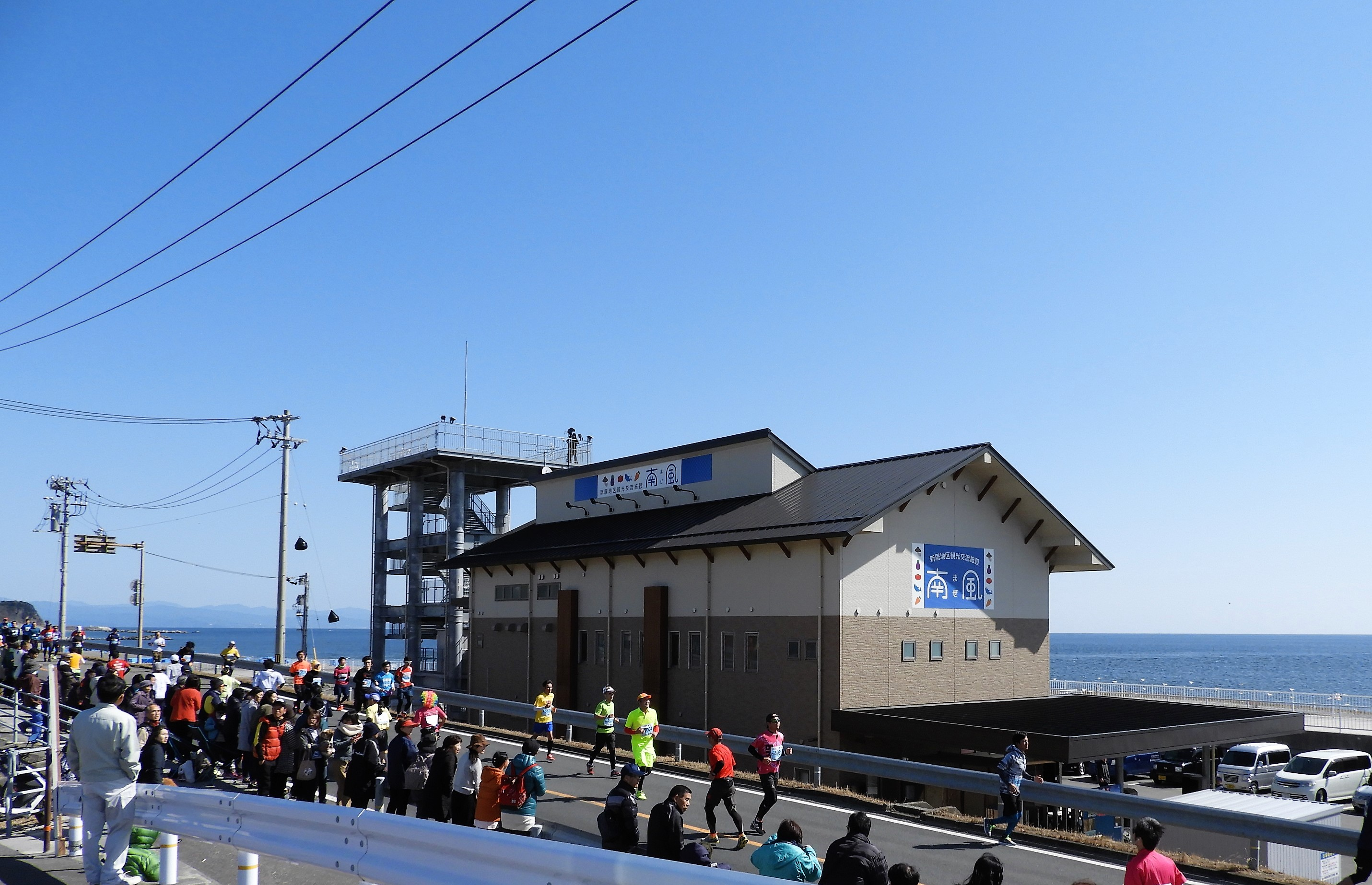
新居緑地公園に道路を挟んで隣接する新居地区観光交流施設南風
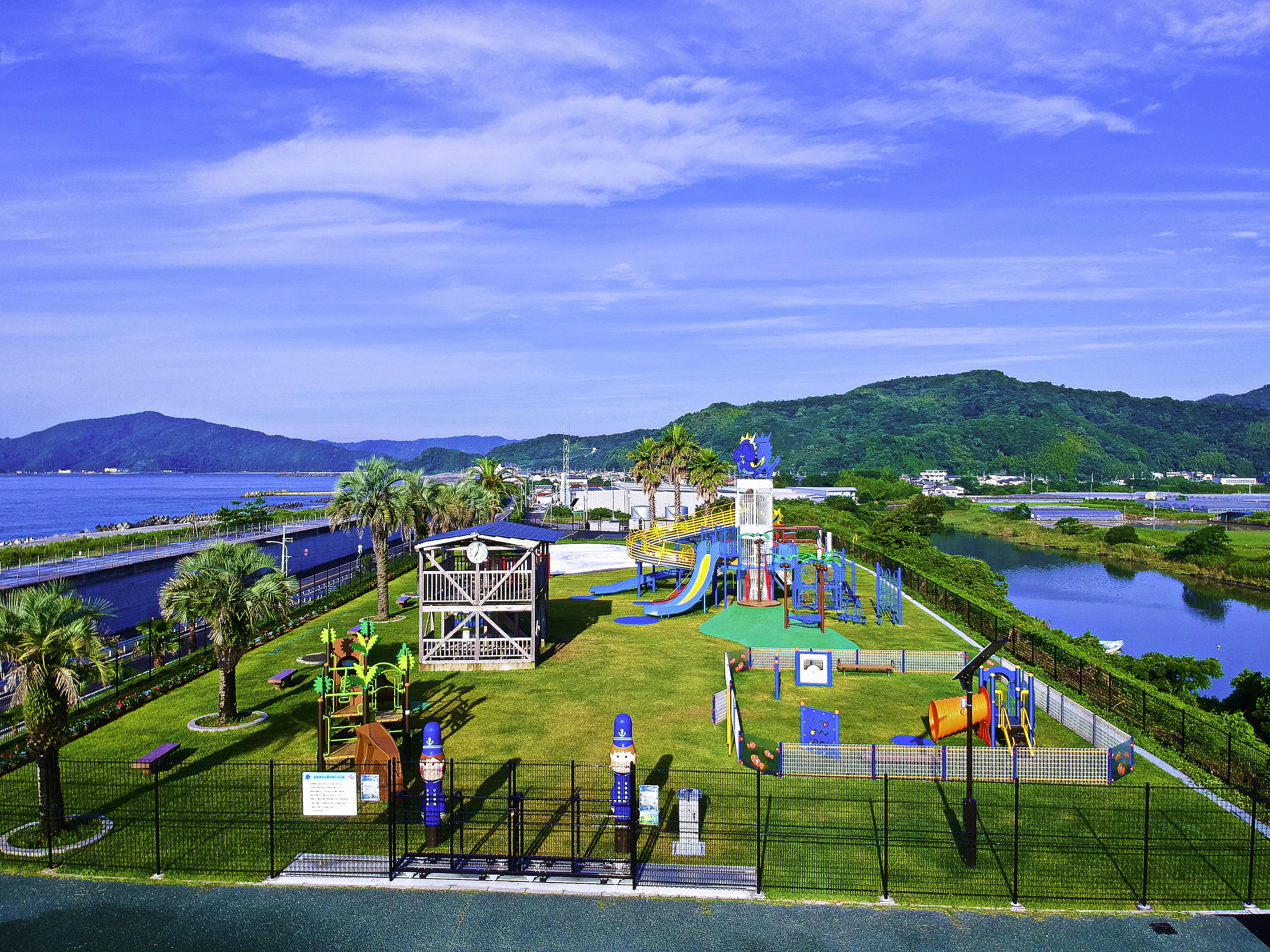
新居緑地公園 遊具ゾーン
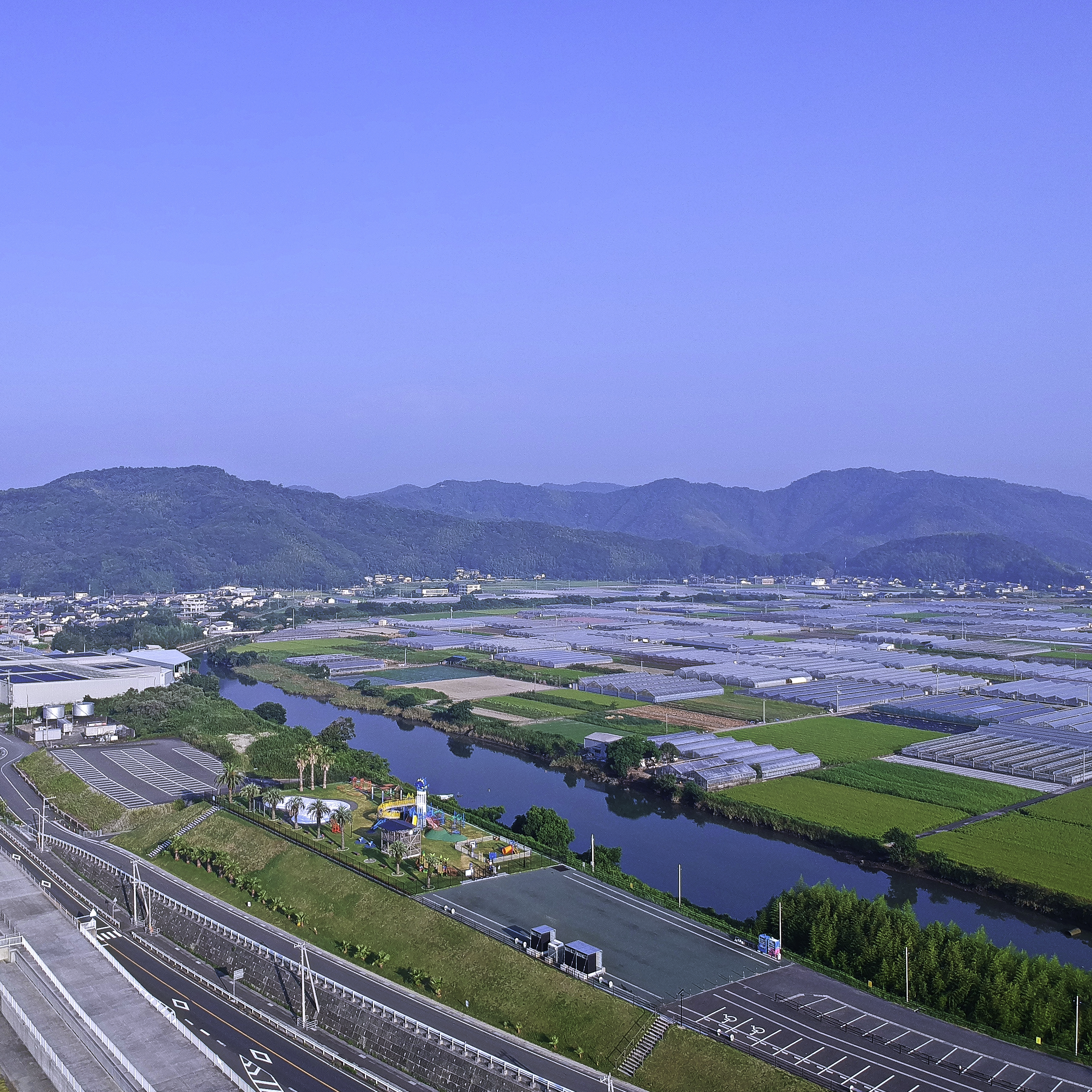
新居緑地公園と土佐市新居地区の風景
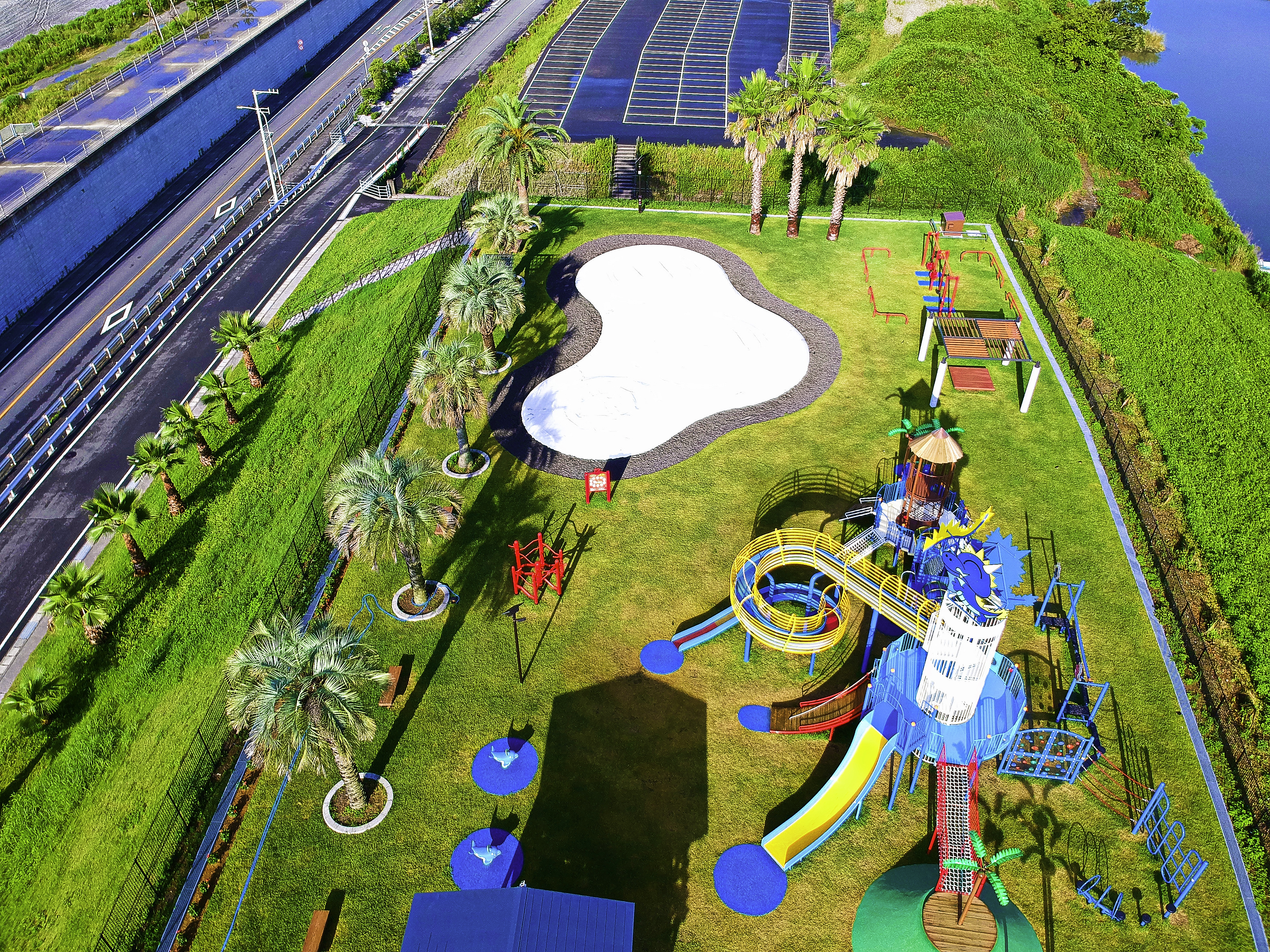
新居緑地公園のふわふわドーム
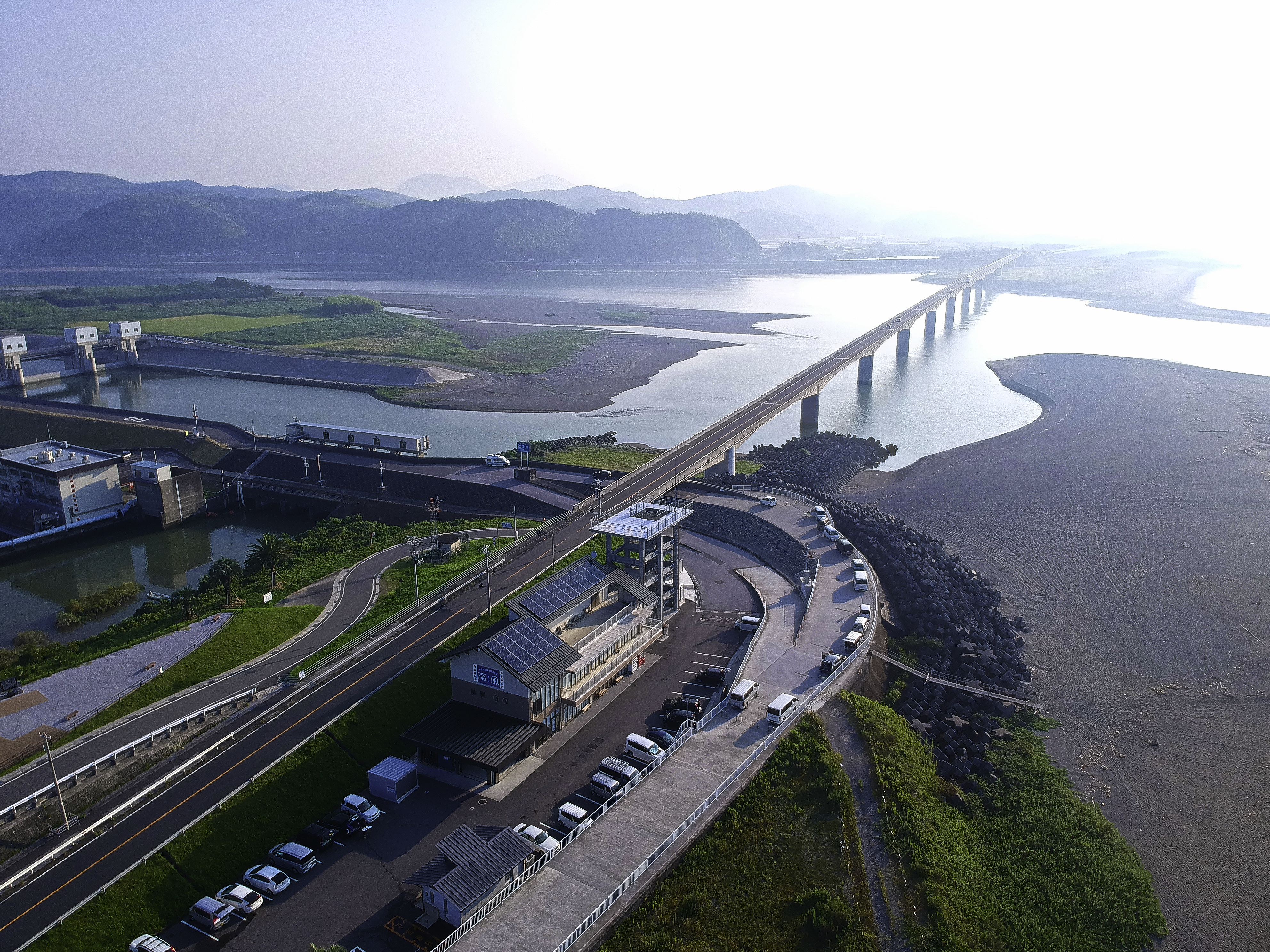
新居緑地公園と新居地区観光交流施設「南風」
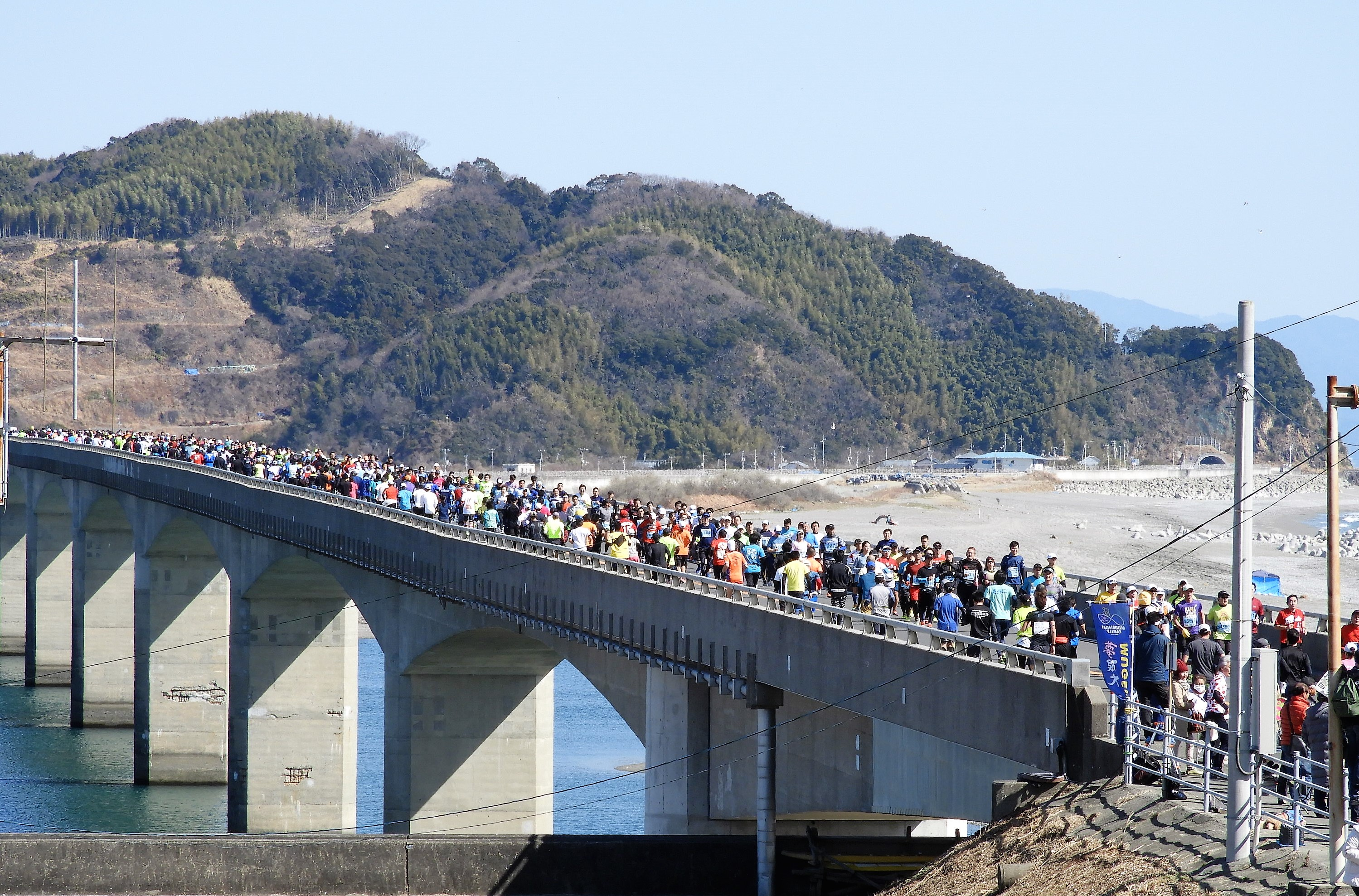
新居緑地公園より撮影 2018年高知龍馬マラソン大会にて